# Cuthred del Wessex
Cutredo (in inglese antico: Cuþræd; ... – 756) fu sovrano del Wessex (regno anglosassone dell'Inghilterra altomedievale) dal 740 (739 secondo Simeone di Durham, 741 secondo Fiorenzo di Worcester) al 756. Successe al parente, forse suo fratello, Etelardo.
Cuthred ereditò il regno mentre Aethelbald re di Mercia dominava sul Wessex e fu quindi costretto ad unirsi a lui contro i gallesi nel 743.

Il suo periodo di regno fu pieno di problemi. Nel 748 il suo possibile erede Cynric, forse il figlio, fu ucciso (secondo Enrico di Huntingdon durante una rivolta), mentre nel 750 lo ealdorman Æthelhun guidò una ribellione che però fallì.

Nel 752, Cuthred affrontò Aethelbald nella vittoriosa battaglia di Edge, nel Burford, dando così l'indipendenza al suo regno. Avrebbe anche affrontato gli abitanti della Cornovaglia nel 753.